# 三一學院站
三一學院站（英語：Trinity）是一個位於愛爾蘭都柏林三一學院外面的都柏林轻轨站，在2017年通車，為綠線延伸工程至布魯姆橋的其中一個車站。車站只有南行方向列車往新娘峽谷站或桑迪福德站。